# Польська селянська партія Галичини

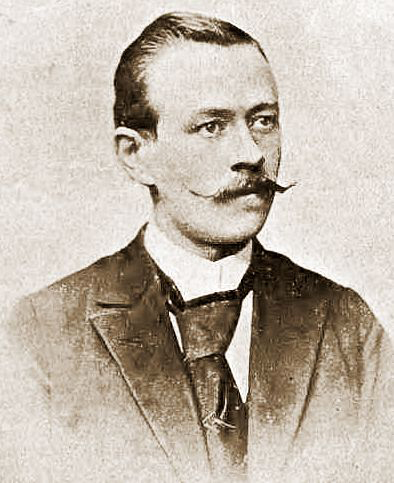
Останній голова партії, Ян Стапіньський.

Польська селянська партія (пол. Polskie Stronnictwo Ludowe, PSL) — партія польських селян Галичини, заснована 28 липня 1895 року у Ряшові. До 27 лютого 1903 називалася Селянська партія (пол. Stronnictwo Ludowe, SL).

## Історія
Партія брала участь у виборах і вже в 1895 році мала дев'ять своїх представників в Галицькому сеймі, на наступних виборах отримала три місця в Райхсраті (парламенті Цислейтанії). У наступні вибори партія утримувала таку ж кількість депутатських мандатів.
Після великого успіху на виборах в Райхсрат 1907 року (партія отримала 17 депутатських мандатів) і в Галицький сейм на початку 1908 року (19 мандатів) голова Стапіньський уклав тактичний союз з аристократичними консерваторами, внаслідок якого члени партії увійшли разом з консерваторами в польський парламентський клуб, а один з них — фабрикант гасу Владислав Длугош — став міністром у справах Галичини. Коли позиція партії в політичній суспільній системі зміцнилася, Стапіньський перейшов з табору консерваторів на радикальні позиції.
У 1911 році з партії вийшла група традиціоналістів, незадоволених політичною платформою партії. Ця група вже наприкінці 1908 року стала неформально називатися «львівська фронда» (пол. Fronda Lwowska) і висловлювала опозиційні погляди. Вона стала діяти самостійно з початку 1912 року під назвою «Польська селянська партія — Об'єднання незалежних народників» (пол. PSL - Zjednoczenie Niezawisłych Ludowców).
У 1913 році голова Стапіньський, будучи депутатом Райхсрату, разом з п'ятьма товаришами вийшов з польського парламентарного клубу, що викликало активні атаки консерваторів. Стапіньський домігся відставки міністра у справах Галичини. Виник розкол, після якого сформувалася група правих діячів, пов'язаних з редакцією тижневика «П'яст», серед яких були депутати Галицького сейму і Райхсрату.
В результаті з двох фракцій — правої і лівої — виникли дві окремі партії. Праві на початку 1914 року скликали окремий з'їзд, де створили Польську селянську партію «П'яст», в якій домінували заможні клерикальні селяни (серед них Вінценти Вітос і колишній міністр Длугош). Ліві, що залишилися з головою, створили нову, антиклерикальну Польську селянську партію — лівицю, яка дотримувалася соціалістичної програми (головою був як і раніше Ян Стапіньський).

## Голови
- Кароль Леваковський (1895—1897);
- Генрик Ревакович (1897—1907);
- Ян Стапіньський (1908—1913).